# Алексеевская (Бабаевский район)
Алексе́евская (вепс. Fenoil) — деревня в Бабаевском районе Вологодской области России.
Входит в состав Пяжозерского сельского поселения, с точки зрения административно-территориального деления — в Пяжозерский сельсовет.
Расстояние по автодороге до районного центра Бабаево — 120 км, до центра муниципального образования посёлка Пяжелка — 19 км. Ближайшие населённые пункты — Григорьевская, Макарьевская, Никитинская, Погорелая, Тарасовская, Яковлевская.
По переписи 2002 года население — 5 человек (двое — русские, трое — вепсы).